# Kirchenkreis Kölln-Land II
Der Kirchenkreis Kölln-Land II (anfangs auch als Diözese oder Superintendentur Kölln-Land II bezeichnet) war der Zusammenschluss evangelischer Kirchengemeinden im Süden und Südosten des heutigen Berlin. Er galt 1939 mit 550.000 evangelischen Christen als einer der größten Kirchenkreise in der Evangelischen Kirche der altpreußischen Union.

## Name und Geschichte
Der Name Kölln (ältere Schreibweise Cölln) erinnert an die im 12. Jahrhundert gegründete Stadt Kölln an der Spree, die 1307 verwaltungstechnisch und 1432 endgültig mit dem benachbarten Berlin zu einer gemeinsamen Stadtgemeinde verbunden wurde.
Nach der Reformation wurde 1541 der Teil des Kirchengebietes, der links (südlich) der Spree gelegen war, an die neu errichtete Propstei Kölln überwiesen. Diese wurde 1812 in eine Stadt- (Kölln-Stadt) und eine Landdiözese (Diözese Kölln-Land) geteilt. Die Landdiözese erfuhr am 15. Mai 1886 eine erneute Teilung in die Kirchenkreise Kölln-Land I sowie Kölln-Land II. Dem Kirchenkreis Kölln-Land II wurden die evangelischen Gemeinden im östlichen Teil des Kreises Teltow zugewiesen, außerdem die Gemeinden Friedrichshagen und Ober-Schöneweide, die zum Kreis Niederbarnim gehörten.

## Superintendenten
Dem Kirchenkreis Kölln-Land II standen die folgenden Superintendenten vor:
- Maximillian Vorberg (Berlin-Schöneberg) 1886–1897
- Heinrich Rungius (Britz) 1897–1901
- Carl Schlicht (Rudow) 1902–1927
- Emil Schulze (Neukölln, Stadtkirche) 1927–1940
- Lic. Wilhelm Irmer (Neukölln, Stadtkirche) 1941–1947

Carl Schlicht (*1855 – †1930) war von 1885 bis 1895 Pastor an der Erlöserkirche der Evangelischen Gemeinde deutscher Sprache zu Jerusalem. Otto Irmer (*1883 – †1961) wurde erster Superintendent des Kirchenkreises Neukölln.

## Gemeinden
Zum Jahr 1905 gehörten die folgenden Gemeinden zum Kirchenkreis Kölln-Land II:
- Adlershof. Kirche: Verklärungskirche zu Adlershof
- Altglienicke (Abgezweigt von Berlin-Köpenick am 1. April 1897) Kirche: Pfarrkirche zu Altglienicke
- Britz. Kirchen: Pfarrkirche zu Britz mit einem Betsaal und der Kapelle des Kreiskrankenhauses
- Buckow. Kirche zu Buckow bei Berlin
- Friedrichshagen. Kirche: (Dorf-)Kirche zu Friedrichshagen. Seit 1903 : Christopherus-Kirche
- Groß Ziethen. Kirchen: Kirche zu Groß Ziethen bei Berlin (eingekircht: Klein Ziethen)
- Köpenick Schloss. Kirchen: Schloss Köpenick (Personalgemeinde) (eingekircht: die Reformierten in Alt- bzw. Neu Glienicke, Dannenreich, Friedrichshagen, Gosen, Grünau, Grünelinde, Johannisthal, Rauchfangswerder, Sadowa und Süßengrund) sowie die Kirche in Müggelheim (eingekircht: Günau-Dahme)
- Köpenick Stadt. Kirche: St.-Laurentius-Stadtkirche (eingekircht: Nieder Schöneweide und ein Teil der Köpenicker Forst)
- Lankwitz mit der Kirche zu Lankwitz
- Lichtenrade. Kirchen: Kirche zu Lichtenrade und Kirche zu Mahlow
- Mariendorf. Kirchen: Kirche zu Mariendorf und Kirche zu Marienfelde
- Oberschöneweide (abgezweigt von Köpenick am 1. April 1900). Kirchen: Betsaal in Ober Schöneweide
- Rixdorf, Deutsche Gemeinde. Kirchen: Magdalenen-Kirche zu Rixdorf, Genezareth-Kirche und zwei Betsäle als Hilfskirchen
- Rixdorf, Böhmisch-Lutherische Gemeinde. Kirchen: Böhmisch-Lutherische Kirche zu Rixdorf, Mitpfarrkirche der Böhmisch-Lutherischen Bethlehems-Gemeinde zu Berlin
- Rudow. Kirchen: Kirche zu Rudow bei Berlin und Kirche in Johannistal
- Schönefeld. Kirchen: Kirche zu Schönefeld (Kreis Teltow) (eingekircht: Diepensee)
- Tempelhof. Kirchen: Kirche zu Tempelhof. (eingekircht: Hasenheide, Südseite), Kirche im Elisabeth-Kinderhospital und Diakonissen-Mutterhaus, Hilfskirche in Hasenheide

Aus- und Neugründungen bis zur Auflösung des Kirchenkreises:
- Die Kirchengemeinde Berlin-Johannisthal wurde am 1. April 1915 von Rudow abgezweigt.
- Nach der Einweihung des Diakonissen-Mutterhauses Salem 1906 gehörte dessen Anstaltsgemeinde zum Kirchenkreis.
- Die Kirchengemeinde Berlin-Marienfelde wurde am 31. März 1908 von Mariendorf abgezweigt.
- Die Kirchengemeinde Berlin-Niederschöneweide wurde am 1. April 1909 von Köpenick abgezweigt.

## Der Kirchenkreis in der Zeit des Nationalsozialismus
Zur Zeit des Nationalsozialismus spielte der Kirchenkreis Kölln-Land II im Kirchenkampf 1933–1945 eine andere Rolle als sein widerständiger Schwesterkirchenkreis Kölln-Land I. An der Spitze des Kirchenkreises stand Superintendent Carl Emil Schulze, gleichzeitig Pfarrer an der Stadtkirche in Neukölln. Der Sozialdemokrat und Pfarrer an der Neuköllner Melanchthonkirche Arthur Rackwitz beschrieb seinen Superintendenten „als Prachtmenschen“, der aber „völlig in den Bann Hitlers gekommen“ war. Der Kirchenkreis war stark von den Deutschen Christen durchsetzt: Im Stadtbezirk Neukölln erhielten z. B. die Deutschen Christen 85 % der Stimmen bei den Kirchenwahlen 1933. Nur sechs der 22 Pfarrer im Kirchenkreis waren Mitglieder der Bekennenden Kirche.
Gegenspieler der Deutschen Christen, des Superintendenten Schulze und der Reichskirche war der Lankwitzer Pfarrer Johannes Ehrich. Er fungierte für die Bekennende Kirche als „illegaler“ BK-Superintendent und Vertrauensmann. Er hielt mit den Pfarrern der BK Treffen (Konvente) ab, erörterte die Lage und bereitete Aktionen der BK vor. So fand eine Bekenntnissynode des Kirchenkreises Kölln-Land II am 10. Juni 1936 in Berlin-Lankwitz unter Vorsitz des „Bekennenden Superintendenten der Bekenntnisgemeinden“, Johannes Ehrich statt. Diese verabschiedete eine Erklärung, in der die Bekenntnisgemeinden gebeten wurden, „in der Anfechtung der Stunde aus Gottes Wort von neuem sich zu stärken und alle Kraft an den Aufbau bekennender Gemeinden zu wenden.“

## Auflösung des Kirchenkreises
Nach dem Zweiten Weltkrieg und der Neuordnung der Evangelischen Kirche in Berlin-Brandenburg wurde der Kirchenkreis Kölln-Land II mit Wirkung zum 1. Januar 1947 aufgelöst. Aus ihm entstanden die in den amerikanischen und sowjetischen Sektoren Berlins gelegenen Kirchenkreise Neukölln und Oberspree.
- Dem Kirchenkreis Neukölln wurden die folgenden Kirchengemeinden zugeordnet: Berlin-Tempelhof, Berlin-Mariendorf, Berlin-Marienfelde, Berlin-Lichtenrade, Berlin-Neukölln (Ev. Stadtkirchengemeinde), Berlin-Neukölln (Böhmisch-evangelisch-Lutherische Bethlehem-Kirchengemeinde), Berlin-Britz, Berlin-Buckow, Berlin-Rudow, Schönefeld, Großziethen, Anstaltsgemeinde Diakonissenmutterhaus Salem in Lichtenrade.
- Dem Kirchenkreis Oberspree wurden die folgenden Kirchengemeinden zugeteilt: Berlin-Adlershof, Berlin-Altglienicke, Berlin-Friedrichshagen, Berlin-Johannisthal, Berlin-Köpenick (Stadtkirchengemeinde), Berlin-Köpenick (Reformierte Schloßkirchengemeinde), Berlin-Müggelheim, Berlin-Niederschöneweide, Berlin-Oberschöneweide.
- Die Kirchengemeinde Berlin-Lankwitz wurde erst dem Kirchenkreis Kölln-Land I zugeteilt, dann dem (neuen) Kirchenkreis Steglitz.